# مسجد كامبونج منينجه
مسجد كامبونج منينجه يقع المسجد في منطقة كامبونج منينجه، والتي تبعد حوالي أربعة وعشرين كيلومتر من بيكان توتونج في بروناي .

## البناء
تم بناء مسجد كامبونج منينجه في الخامس والعشرين من شهر سبتمبر من عام 1988، على موقع أرض مساحتها 4 فدان، وبلغت تكاليف الانشاءات ما مجموعه 500،000.00 دولار .

## الافتتاح
افتتح مسجد كامبونج منينجه رسميا من قبل الأستاذ الحاج يحيى بن حاجي إبراهيم نائب وزير الشؤون الدينية في حكومة بروناي دار السلام ان ذاك، وذلك يوم الجمعة الخامس من شهر محرم من عام 1411 هـ الموافق السابع والعشرين من شهر يوليو من عام 1990 .

## استيعاب المسجد
تبلغ قدرة مسجد كامبونج منينجه الاستيعابية حوالي 230 مصلي في وقت واحد.